# Helblindi
Na Mitologia nórdica, Helblindi (também chamado Hel-blinder) é um jotun, irmão de Loki e Byleipter, sendo possívelmente filho de Farbanti e Laufey.Helblindi também é um heiti usado para descrever Odin. 
Embora não apareça diretamente em nenhuma fonte original, estudiosos consideram o jotun como filho de Fárbauti, deixando contanto seu papel na árvore genealógica de Loki impreciso.